# Simulium metecontae
Simulium metecontae är en tvåvingeart som beskrevs av Elouard och Pilaka 1996. Simulium metecontae ingår i släktet Simulium och familjen knott.
Artens utbredningsområde är Madagaskar. Inga underarter finns listade i Catalogue of Life.